# Um er-Rasas
Um er-Rasas (of Kastrom Mefa'a) is een archeologische opgraving in Jordanië.
Het meeste is nog niet opgegraven, maar de plek bevat Romeinse, Byzantijnse en vroeg-Arabische gebouwen en ruïnes van de 3e eeuw tot de 9e eeuw. De plek werd gesticht als een Romeins legerkamp, waarna het uitgroeide tot een stad. Het legerkamp van 150 bij 150m is nog als ruïne te bezichtigen. Op deze locatie zijn zestien vroeg-christelijke kerken, sommige met goed bewaard gebleven mozaïek-vloeren.
Er staan ook twee aparte, vierhoekige torens waar ascetische monniken in hebben gezeten.
De omgeving is bezaaid met resten van landbouwactiviteiten.
Volgens de overlevering zou het hier zijn dat de profeet Mohammed, toen hij nog een handelaar was, door een monnik zou zijn verteld over de deugd van het monotheïsme.
In 2004 is de site door UNESCO tot Werelderfgoed verklaard.

## Mozaïeken

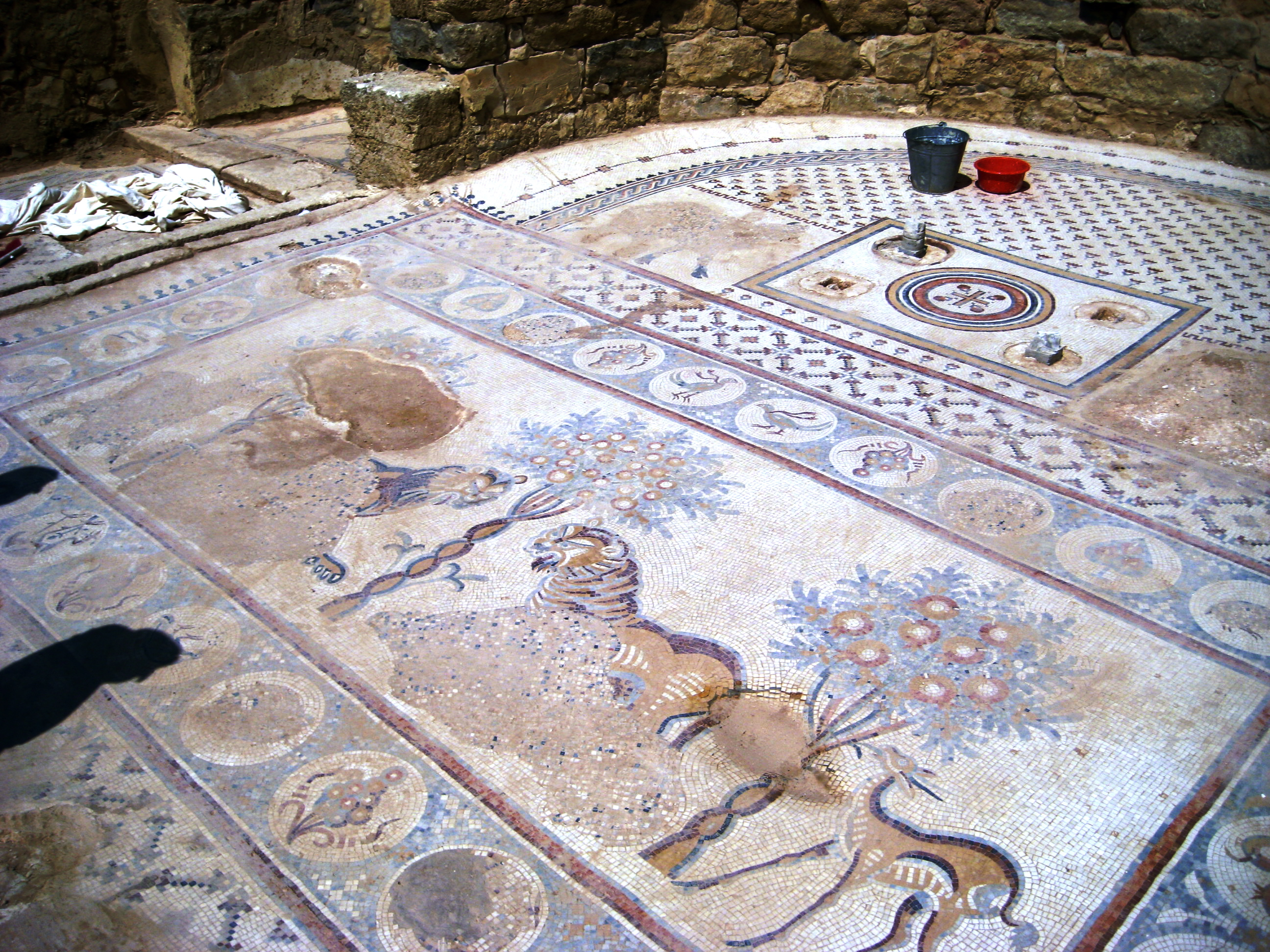
Altaar van de Kerk van de Leeuwen
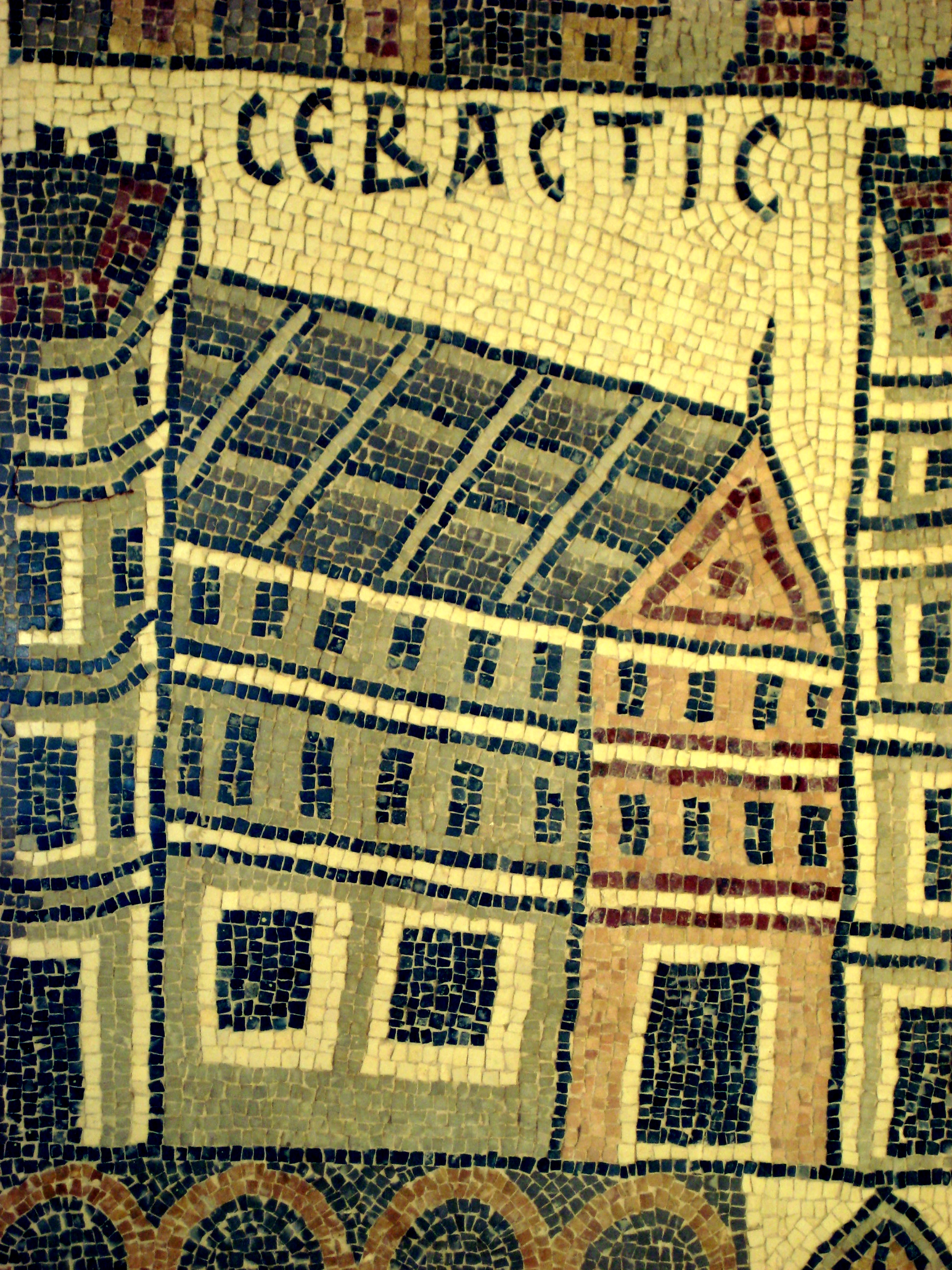
Stad uit de Sint-Stephanuskerk
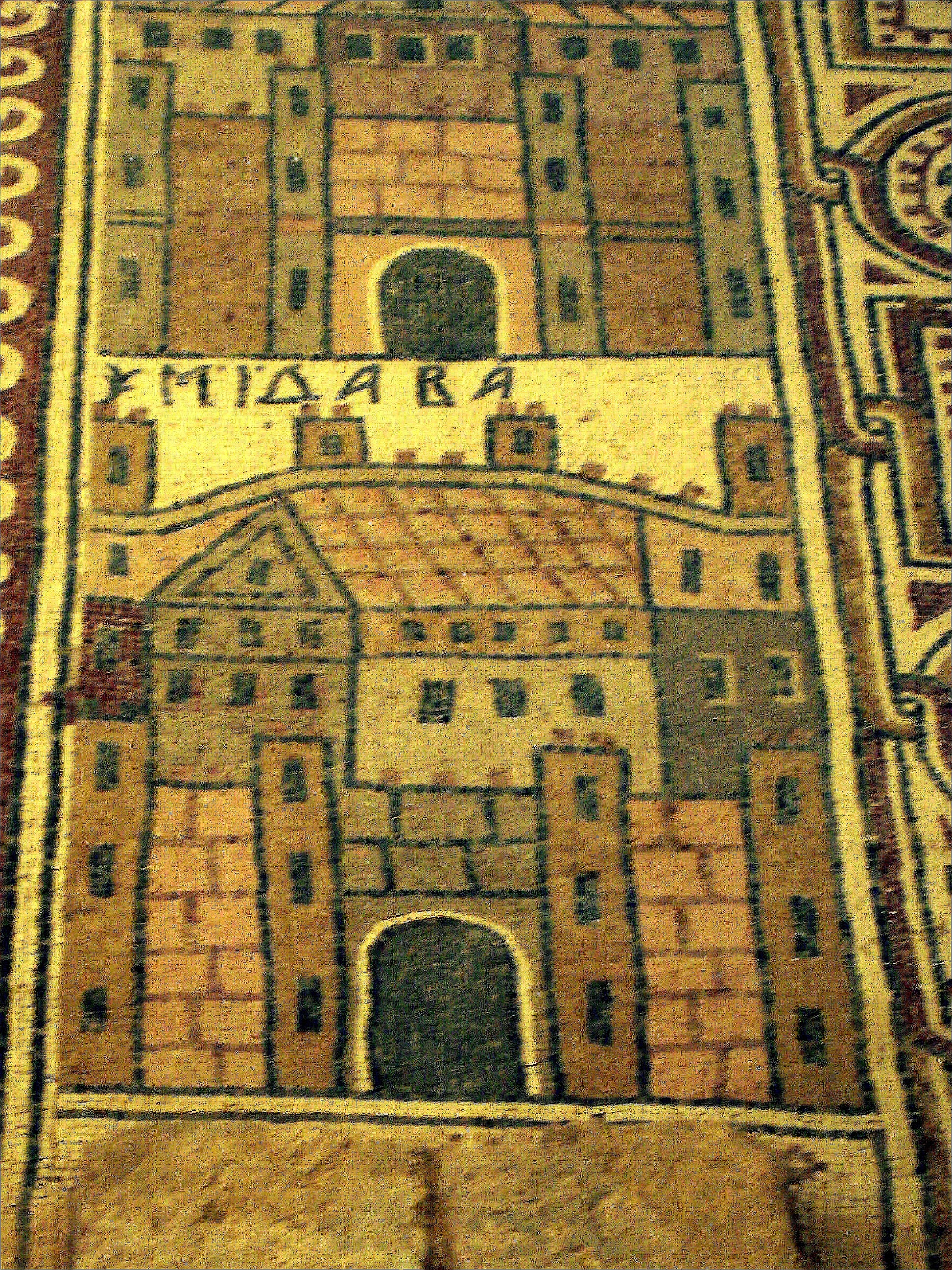
Stad uit de Sint-Stephanuskerk
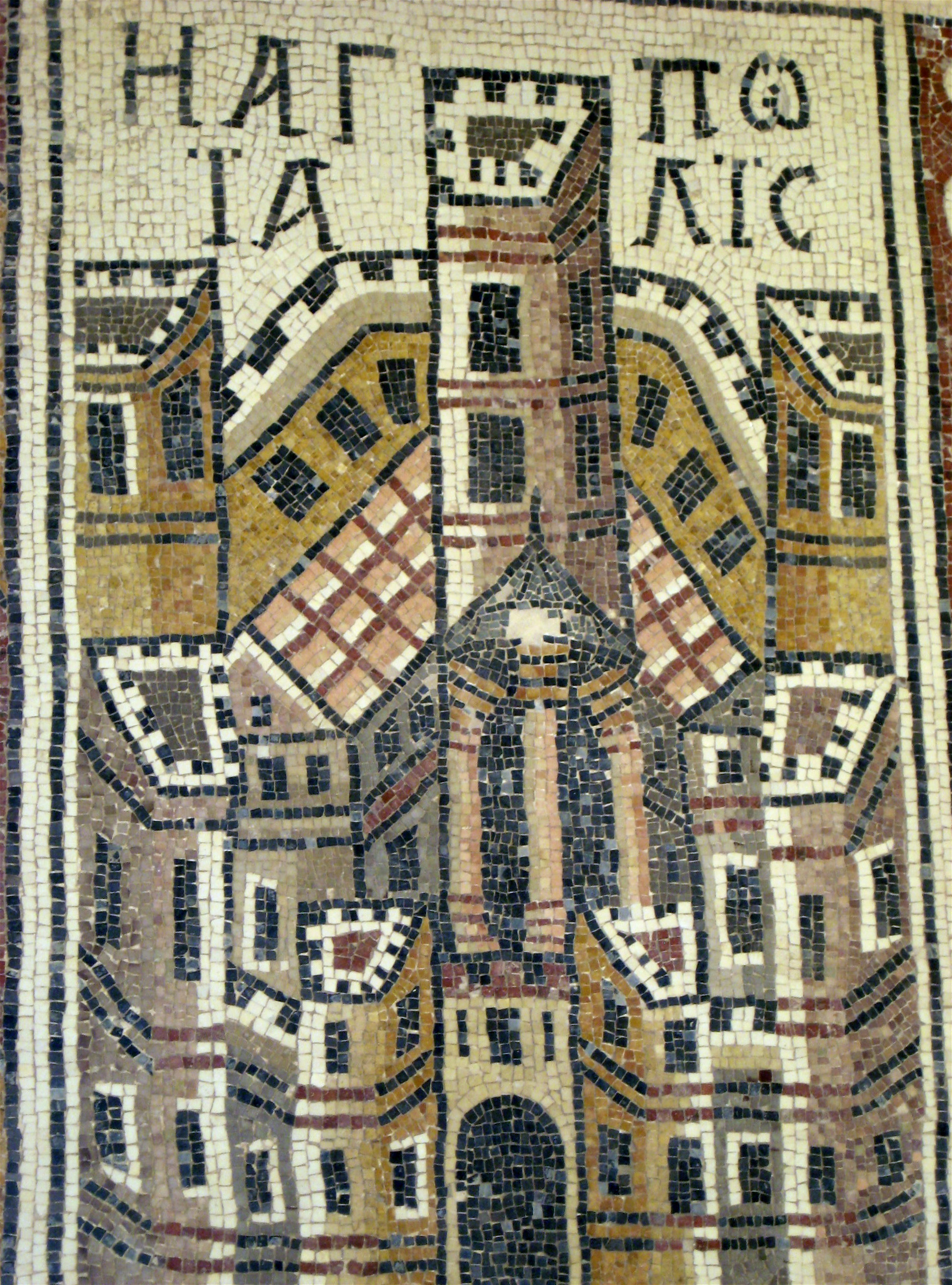
Stad uit de Sint-Stephanuskerk
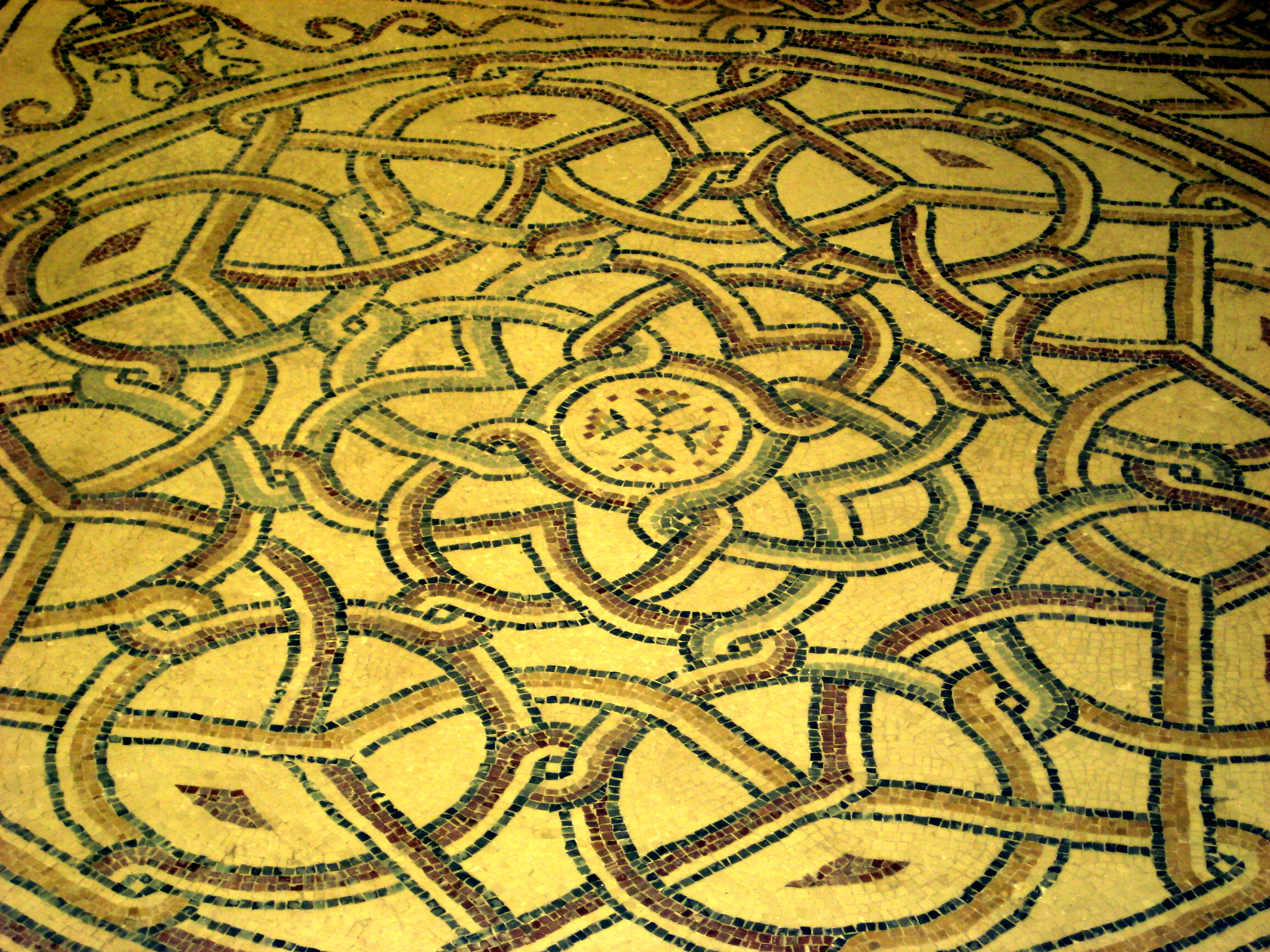
Vloermozaïek
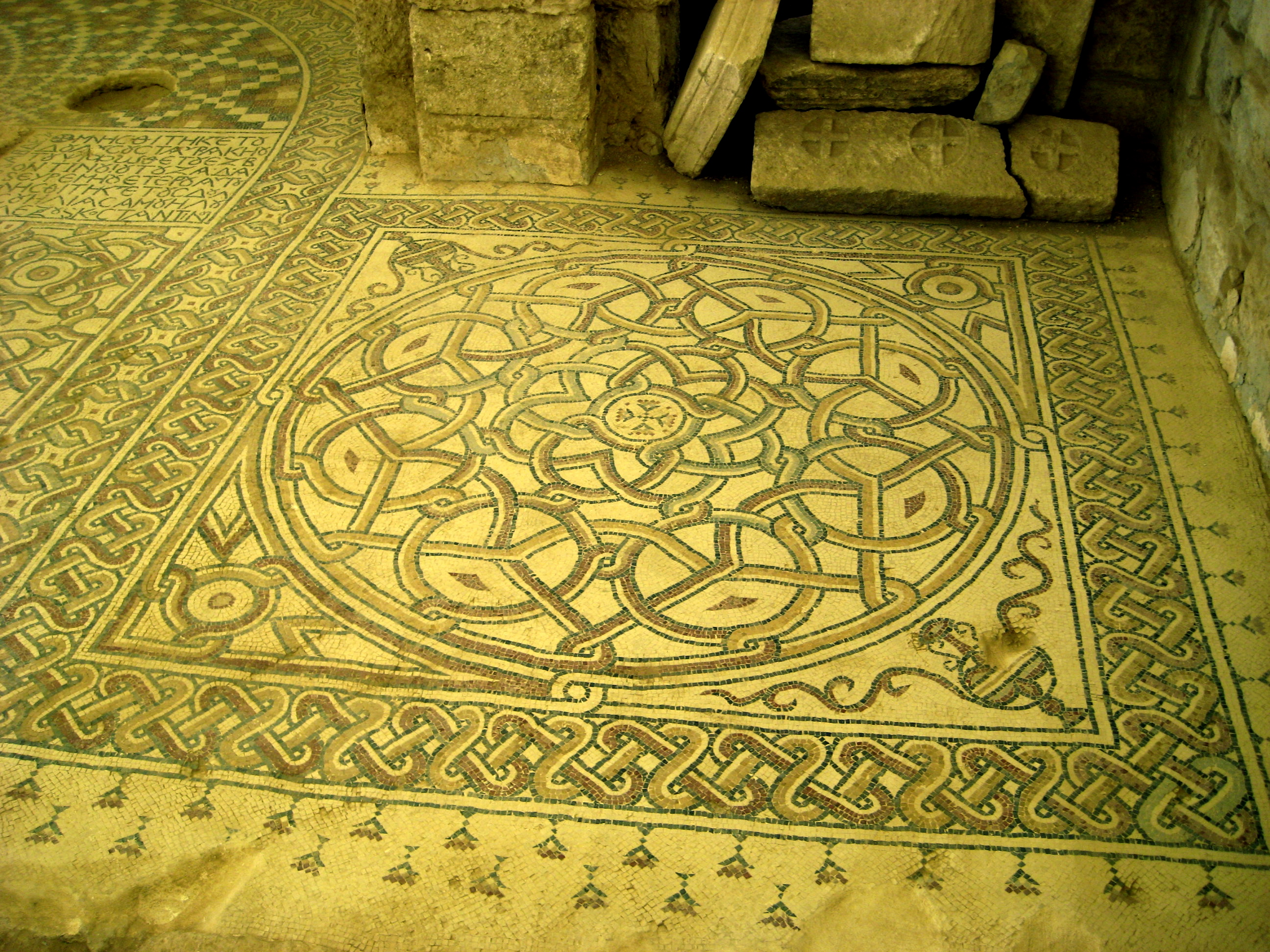
Vloermozaïek
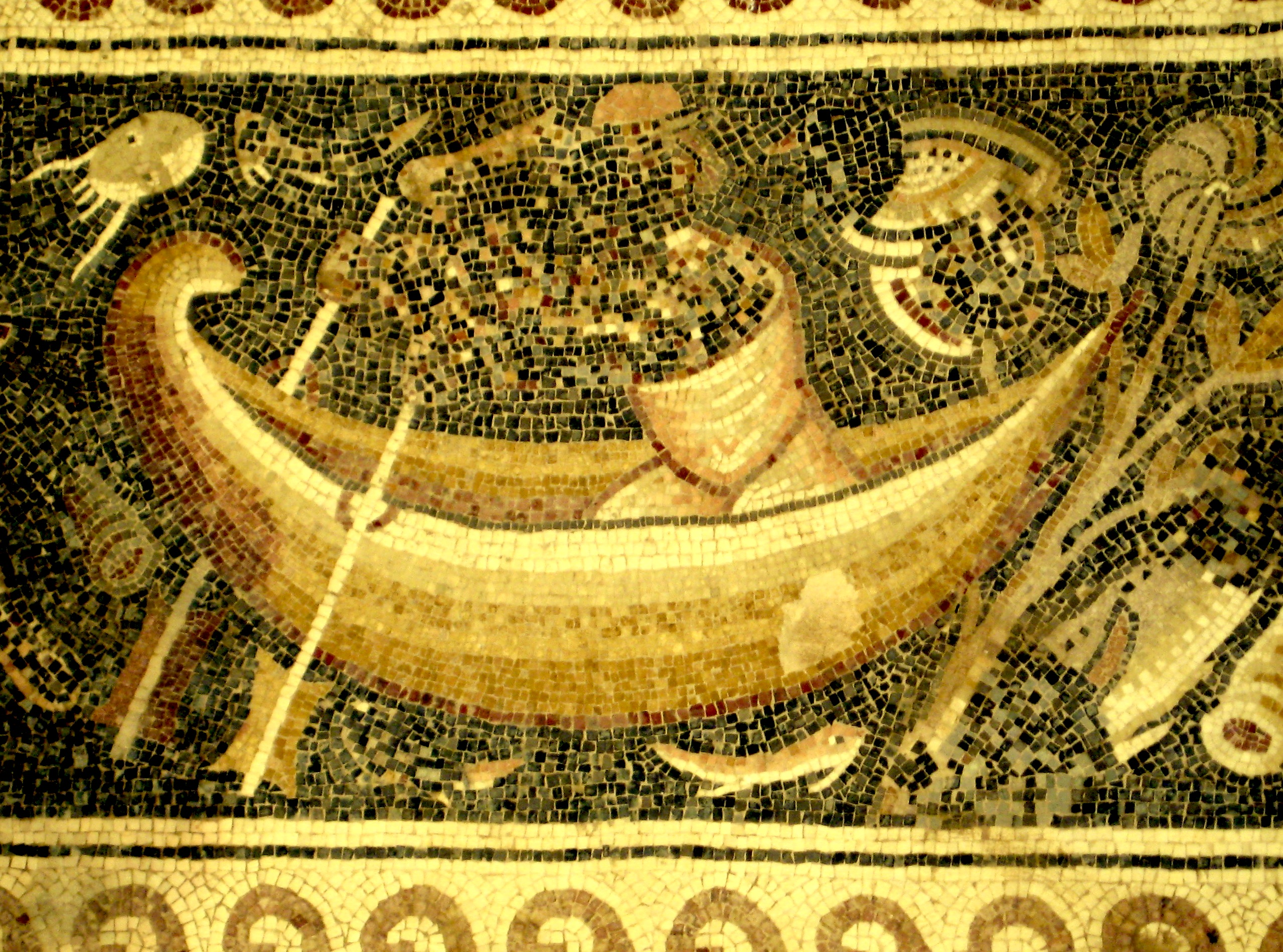
Visser, bovenste helft onzichtbaar gemaakt